# Parafia św. Józefa w Gorzowie Wielkopolskim
Parafia św. Józefa w Gorzowie Wielkopolskim – rzymskokatolicka parafia, położona w dekanacie Gorzów Wielkopolski – Chrystusa Króla, diecezji zielonogórsko-gorzowskiej, metropolii szczecińsko-kamieńskiej w Polsce, erygowana 1 sierpnia 1951 roku. Parafię prowadzą misjonarze oblaci.